# Idmon
Idmon foi, segundo a mitologia grega, um dos argonautas. Era adivinho e filho de Apolo. com a ninfa Cirene; e seu pai adotivo e mortal era Abas.

## História
Idmon possuía o dom da vidência. Previu que, apesar dos obstáculos que os argonautas iriam passar, a missão de obter o velo de ouro seria bem sucedida; e também previu que sua morte ocorreria se participasse da expedição. Apesar da previsão de sua morte, decidiu participar da expedição visando uma reputação gloriosa.

## Versões de sua morte

### Apolônio de Rodes
Na versão escrita por Apolônio de Rodes, em Os Argonautas, a morte de Idmon ocorreu por um imenso javali selvagem, quando os argonautas estavam no país dos mariadianos. Seu corpo foi velado por três dias pelos companheiros e enterrado no quarto dia.

### Sêneca
Na versão escrita por Sêneca, em Medeia, a morte de Idmon ocorreu por uma serpente, no deserto da Líbia.